# Una stella di nome Henry
Una stella di nome Henry è un romanzo dello scrittore irlandese Roddy Doyle pubblicato nel 2000. Si tratta del primo libro di una serie, a cui seguono Una faccia già vista (2005) e  Una vita da eroe (2010).

## Trama
Il romanzo è ambientato in Irlanda tra la fine dell'Ottocento e l'inizio del Novecento: la narrazione inizia prima della nascita di Henry, seguendo gli eventi che riguardano il padre, Henry Senior, e la madre Melody.
Dopo la nascita del protagonista il racconto passa alla prima persona.
Henry, fuggito di casa con il fratello Victor, esplorerà la vecchia Dublino tra i quartieri più malfamati e i luoghi della sua storia: dalla Rivolta di Pasqua del 1916, dopo un'adolescenza (o quasi infanzia) passata nella Liberty Hall dei sindacalisti dello Sinn Féin, fino ad arrivare alla guerra d'indipendenza irlandese del 1920-21, nel corso della quale il protagonista conoscerà personaggi storici, come James Connolly e Michael Collins e alla guerra civile del 1923.

## Commenti sul libro
- "Un potente, illuminante racconto della formazione dell'Irlanda moderna" - The Independent[1]
- "Ancora una volta Doyle supera se stesso e apre nuovi, grandi orizzonti per la letteratura irlandese" - Kirkus Review[2]
- "È un romanzo brillante e insieme feroce, triste e nel contempo spassoso, giocato tutto on the road" - Pulp[2]
- "L'Irlanda romanzesca non è mai stata così ricca di personaggi irresistibili" - Panorama[2]